# Мартен Бродер
Мартен Бродер (фр. Martin Brodeur, нар. 6 травня 1972, Монреаль) — канадський хокеїст, що грав на позиції воротаря. Грав за збірну команду Канади.
Олімпійський чемпіон. Володар Кубка Стенлі. Провів понад тисячу матчів у Національній хокейній лізі.
Рекордсмен за кількістю проведених хвилин на майданчику (74 438), сухих матчів (125), переможних матчів (691), а також за кількістю закинутих шайб серед воротарів (3). Чотири рази визначався найкращим воротарем та отримував Трофей Везіни, також чотири рази отримував Трофей Вільяма М. Дженнінгса за найменшу кількість пропущених шайб в поточному сезоні.

## Ігрова кар'єра

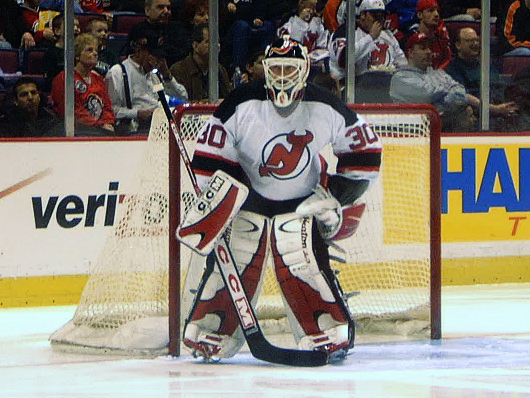
Бродер у березні 2003.

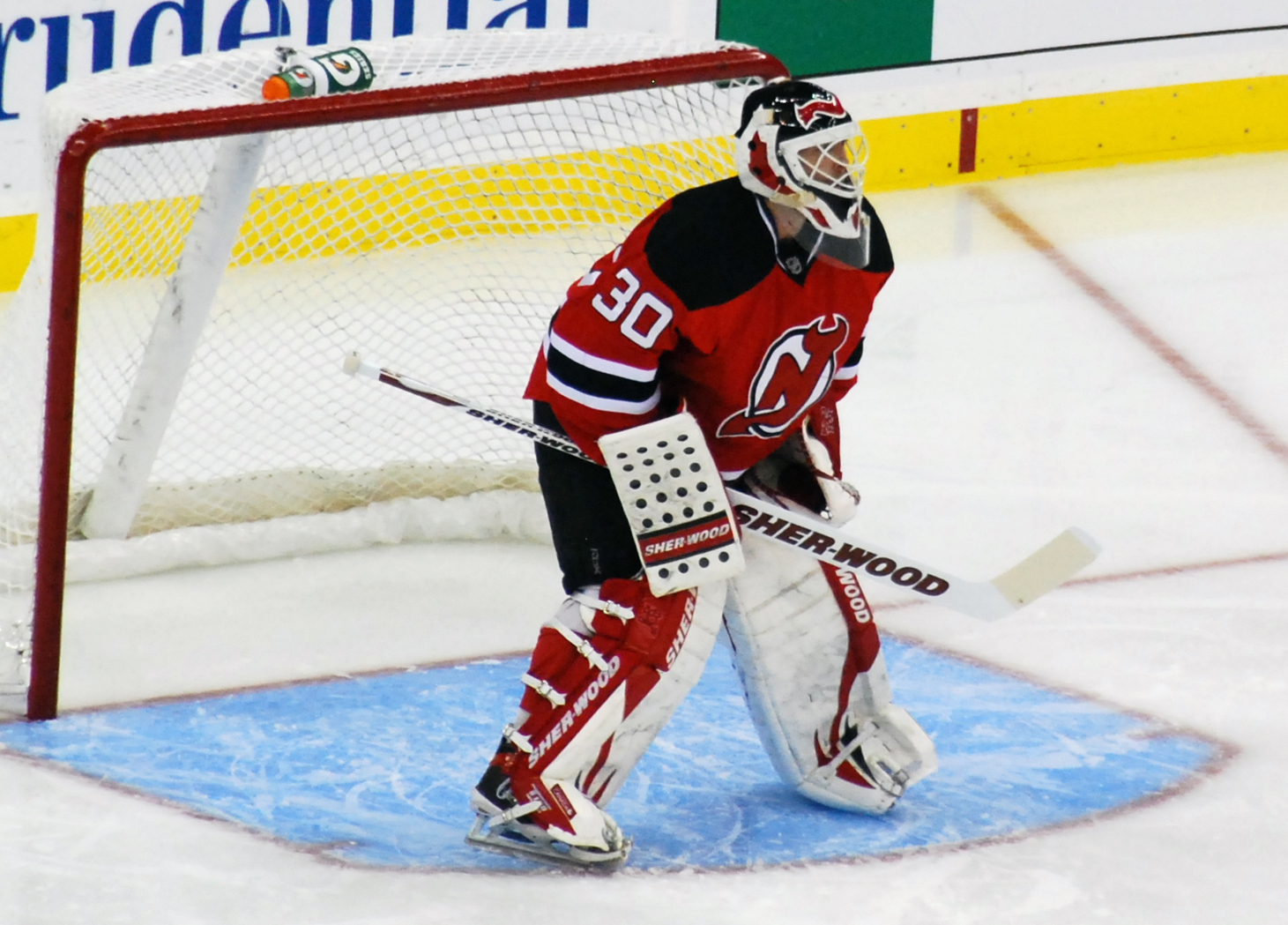
Бродер у грі, листопад 2011.

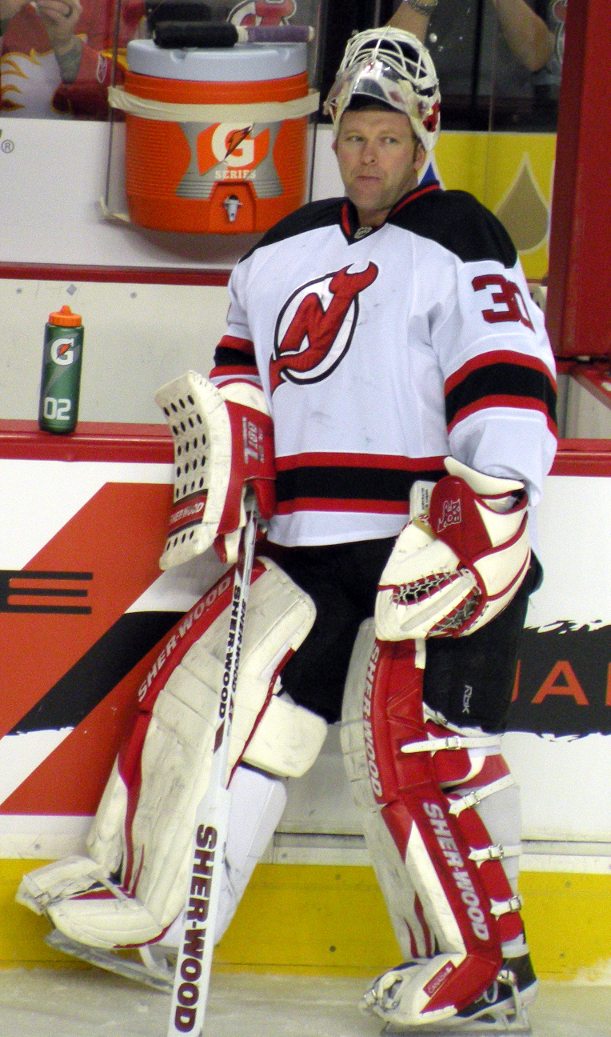
Мартін Бродер перед матчем з Калгарі (сезон 2011-2012).

Хокейну кар'єру розпочав 1989 року в ГЮХЛК виступами в складі клубу «Лазер де Сент-Іасент».
1990 року був обраний на драфті НХЛ під 20-м загальним номером командою «Нью-Джерсі Девілс». Два сезони відіграв у складі «Лазер де Сент-Іасент». Через травми основних гравців «Девілс» Кріса Террері і Крейга Біллінгтона Мартен дебютував у складі «дияволів» 26 березня 1992 в матчі проти «Бостон Брюїнс» (4:2). Тим не менш наступний сезон Мартен провів у складі «Ютіка Девілс» (АХЛ). Сезон 1993/94 Бродер проводить у складі «Нью-Джерсі», а за підсумками регулярного чемпіонату, як найкращий новачок сезону стає володарем Пам'ятного трофею Колдера.
Сезон 1994/95 став скороченим через локаут, за підсумками регулярного чемпіонату «дияволи» фінішували п'ятими в Східній конференції. У плей-оф Кубка Стенлі «Нью-Джерсі» послідовно вибиває Бостон Брюїнс 4:1, Піттсбург Пінгвінс 4:1, Філадельфія Флайєрс 4:2 та виходять до фіналу, де не лишають жодних шансів Детройту обігравши «червоні крила» в серії 4:0.
У наступному сезоні Бродер провів 77 матчів у регулярному чемпіонаті, але його команда провалила сезон залишившись поза зоною плей-оф. Мартен потрапляє до числа претендентів на Трофей Везіни, але в підсумку він лише четвертий. Того ж року він був основним воротарем канадської збірної на Кубку світу з хокею. У фінальній серії канадці поступились американцям.
Сезон 1996/97 «дияволи» завершили на першому місці. Мартен 17 квітня 1997 у матчі плей-оф проти «Монреаль Канадієнс» закинув шайбу в порожні ворота (5-2). Став другим після Домініка Гашека серед претендентів на Трофей Везини, але здобув Трофей Вільяма М. Дженнінгса.
У сезоні 1998/99 вчетверте зіграв у матчах всіх зірок НХЛ, знову був серед претендентів на Трофей Везини, а в плей-оф поступились в першому раунді Піттсбург Пінгвінс 3:4.
15 лютого 2000 закинув другу шайбу в матчі регулярного чемпіонату в ворота «Філадельфія Флаєрс». Плей-оф Кубка Стенлі «Нью-Джерсі» розпочав з перемоги над Флорида Пантерс 4:0, згодом здолали Торонто Мейпл-Ліфс 4:2 і Філадельфія Флайєрс 4:3 та вийшли до фіналу, де перемогли Даллас Старс 4:2 вигравши таким чином свій другий Кубок Стенлі в кар'єрі.
У наступному сезоні в активі Мартена 42 переможних матчі та перше місце клубу в Східній конференції. У плей-оф Кубка Стенлі черговий вихід до фіналу, де «дияволи» поступились в серії Колорадо Аваланч 3:4.
Сезон 2001/02 Бродер завершив, як воротар з найменшої кількістю пропущених голів за гру. У наступному сезоні вперше стає володарем Трофею Везіни та вдруге здобуває Трофей Вільяма М. Дженнінгса, також вперше потрапляє до першої команди всіх зірок НХЛ. Втретє здобуває Кубок Стенлі перегравши Анагайм у фінальній серії 4:3. У сезоні 2003/04 вдруге поспіль здобуває Трофей Везіни і втретє Трофей Вільяма М. Дженнінгса, а також вдруге потрапляє до першої команди всіх зірок НХЛ.
27 січня 2006, Мартен та «Нью-Джерсі Девілс» підписали новий шестирічний контракт на суму $31,2 мільйонів доларів. Цього сезону він здобув 43 перемоги і це став десятий сезон поспіль в якому Бродер здобуває понад 30 перемог за сезон. У плей-оф в суху виграли серію в Нью-Йорк Рейнджерс 4:0, правда в наступному раунді поступились «Гаррікейнс» 1:4.
У сезоні 2006/07 нові здобутки в активі Мартена. Разом з Роберто Луонго вдвох побили рекорд Берні Парента 47 перемог у сезоні. 3 квітня 2007 це зробив Бродер, згодом 47 перемогу до свого активу записав і Роберто. За підсумками сезону Бродер здобув третій Трофей Везіни і втретє потрапив до першої команди всіх зірок НХЛ. У плей-оф Кубка Стенлі «Нью-Джерсі Девілс» зупинився в другму раунді поступившись у серії Оттава Сенаторс 1:4.
17 листопада 2007, Мартен одержав 500-ту перемогу в регулярних чемпіонатах НХЛ. Цього сезону за сімейними обставинами пропустив матч всіх зірок НХЛ. Вперше за останні роки «дияволи» програли в першому раунді Кубка Стенлі «Нью-Йорк Рейнджерс» 1:4.
14 березня 2009 року «Девілс» переміг «Монреаль Канадієнс» з рахунком 3–1, а Бродер здобув 551-у перемогу в своїй кар'єрі. 18 грудня 2009, він побив рекорд Патріка Руа за кількістю проведених матчів 1030 проти 1029 у Патріка.
Мартен став абсолютним рекордсменом за кількістю сухих матчів у регулярному чемпіонаті (125), випередив за цим показником Террі Савчука, це сталось у матчі проти «Піттсбург Пінгвінс» 22 грудня 2009.
6 квітня 2010, Мартен одержав 600-ту перемогу в кар'єрі в матчі проти Атланта Трешерс 3–0.
У сезоні 2009/10, Мартен додав до свого активу ще 45 переможних матчів, проте в Кубку Стенлі поступились в першому раунді Філадельфія Флайєрс 1:4. У сезоні 2010/11, Бродер провів лише 56 матчів при цьому співвідношення перемог-поразок 23:26. Сезон 2011/12 став більш позитивним, 59 матчів, співвідношення перемог-поразок 31:21.
Свою останню третю шайбу Мартен закинув 21 березня 2013 у матчі проти «Кароліна Гаррікейнс».
6 червня 2014 закінчився контракт та 22-річне перебування Бродера в клубі «Нью-Джерсі Девілс».
2 грудня 2014 уклав однорічний контракт із «Сент-Луїс Блюз».
27 січня 2015 завершив кар'єру гравця. 9 лютого 2016 клуб «Нью-Джерсі Девілс» закріпив навічно за ним 30 номер клубу.
Професійна клубна ігрова кар'єра тривала 25 років, захищав кольори лише двох команд «Нью-Джерсі Девілс» та «Сент-Луїс Блюз». Загалом провів 1471 матч у НХЛ, включаючи 205 ігор плей-оф Кубка Стенлі.

## У складі збірної Канади
Мартен вперше потрапив до заявки збірної Канади на чемпіонат світу 1996, де він провів три матчі. На зимових Олімпійських іграх 1998 він був дублером Патріка Руа не провівши жодного матчу.
Як дублер Кертіса Джозефа Бродер поїхав і на Олімпійські ігри 2002, але після його помилок у матчі проти шведів Мартен став основним голкіпером і зрештою допоміг канадцям стати олімпійськими чемпіонами.
Вже як основний воротар збірної він виступив на Кубку світу 2004 та чемпіонаті світу 2005. На Олімпійських іграх 2006 Мартен провів чотири матчі.
На зимовій Олімпіаді 2010 у Ванкувері він був одним з трьох воротарів збірної. Зіграв два матчі, переможному проти Швейцарії і в матчі проти США в якому перемогли американці. Після поразки решту матчів ворота захищав Роберто Луонго.

## Тренерська кар'єра
Після завершення кар'єри гравця Мартен був запрошений до тренерського штабу «блюзменів» головним тренером останніх Дугом Армстронгом. 22 травня 2015, Армстронг оголосив, що Бродер та «блюзмени» погодили умови трирічного контракту.
9 лютого 2016, «Нью-Джерсі Девілс» офіційно закріпив № 30 за Мартеном Бродером, днем раніше перед ареною «Пруденшл-центр» встановили бронзову статую Мартена.
25 липня 2017, Бродер увійшов до тренерського штабу національної збірної Канада, яка брала участь в Олімпійських іграх 2018, що відбулися в корейському Пхьончхані.

## Рекорди
- Найбільше перемог серед воротарів НХЛ — 691 матч.
- Найбільша кількість сухих матчів у регулярному чемпіонаті — 125.
- Рекорд за кількістю перемог в овертаймі — 58.
- Єдиний воротар у НХЛ, що закинув переможну шайбу в матчі.
- Один із двох воротарів (Рон Гексталл), що закидали шайби, як у регулярному чемпіонаті так і в плей-оф.
- Рекордсмен за кількістю проведених хвилин на майданчику — 4697 (2006—2007).
- Рекорд за кількістю закинутих шайб за кар'єру — 3.
- Наймолодший воротар, що здобув 300, 400 та 500 перемог.
- Єдиний воротар, що здобув 600 перемог у НХЛ.
- Рекордсмен за кількістю відбитих кидків — 31709.
- Рекордсмен за кількістю проведених матчів — 1266.

## Нагороди та досягнення
- Пам'ятний трофей Колдера — 1994.
- Володар Кубка Стенлі в складі «Нью-Джерсі Девілс» — 1995, 2000, 2003.
- Учасник матчу усіх зірок НХЛ — 1996, 1997, 1998, 1999, 2000, 2001, 2003, 2004, 2007, 2008.
- Друга команда всіх зірок НХЛ — 1997, 1998, 2006, 2008.
- Трофей Вільяма М. Дженнінгса — 1997, 2003, 2004, 2010.
- Перша команда всіх зірок НХЛ — 2003, 2004, 2007.
- Трофей Везіни — 2003, 2004, 2007, 2008.

## Статистика

### Клубні виступи
| 1989–90        | «Лазер де Сент-Іасент» | ГЮХЛК          | 42                             | 23                             | 13                             | 2                              | —                              | 2333                           | 156                            | 0                              | 4.01                           | —                              |                                |
| 1990–91        | «Лазер де Сент-Іасент» | ГЮХЛК          | 52                             | 22                             | 24                             | 4                              | —                              | 2946                           | 162                            | 2                              | 3.30                           | —                              |                                |
| 1991–92        | «Лазер де Сент-Іасент» | ГЮХЛК          | 48                             | 27                             | 16                             | 4                              | —                              | 2846                           | 161                            | 2                              | 3.39                           | —                              |                                |
| 1991–92        | «Нью-Джерсі Девілс»    | НХЛ            | 4                              | 2                              | 1                              | 0                              | —                              | 179                            | 10                             | 0                              | 3.35                           | .882                           |                                |
| 1992–93        | «Ютіка Девілс»         | АХЛ            | 32                             | 14                             | 13                             | 5                              | —                              | 1952                           | 131                            | 0                              | 4.03                           | .884                           |                                |
| 1993–94        | «Нью-Джерсі Девілс»    | НХЛ            | 47                             | 27                             | 11                             | 8                              | —                              | 2625                           | 105                            | 3                              | 2.40                           | .915                           |                                |
| 1994–95        | «Нью-Джерсі Девілс»    | НХЛ            | 40                             | 19                             | 11                             | 6                              | —                              | 2184                           | 89                             | 3                              | 2.45                           | .902                           |                                |
| 1995–96        | «Нью-Джерсі Девілс»    | НХЛ            | 77                             | 34                             | 30                             | 12                             | —                              | 4433                           | 173                            | 6                              | 2.34                           | .911                           |                                |
| 1996–97        | «Нью-Джерсі Девілс»    | НХЛ            | 67                             | 37                             | 14                             | 13                             | —                              | 3838                           | 120                            | 10                             | 1.88                           | .927                           |                                |
| 1997–98        | «Нью-Джерсі Девілс»    | НХЛ            | 70                             | 43                             | 17                             | 8                              | —                              | 4128                           | 130                            | 10                             | 1.89                           | .917                           |                                |
| 1998–99        | «Нью-Джерсі Девілс»    | НХЛ            | 70                             | 39                             | 21                             | 10                             | —                              | 4239                           | 162                            | 4                              | 2.29                           | .906                           |                                |
| 1999–00        | «Нью-Джерсі Девілс»    | НХЛ            | 72                             | 43                             | 20                             | 8                              | —                              | 4312                           | 161                            | 6                              | 2.24                           | .910                           |                                |
| 2000–01        | «Нью-Джерсі Девілс»    | НХЛ            | 72                             | 42                             | 17                             | 11                             | —                              | 4297                           | 166                            | 9                              | 2.32                           | .906                           |                                |
| 2001–02        | «Нью-Джерсі Девілс»    | НХЛ            | 73                             | 38                             | 26                             | 9                              | —                              | 4347                           | 156                            | 4                              | 2.15                           | .906                           |                                |
| 2002–03        | «Нью-Джерсі Девілс»    | НХЛ            | 73                             | 41                             | 23                             | 9                              | —                              | 4374                           | 147                            | 9                              | 2.02                           | .914                           |                                |
| 2003–04        | «Нью-Джерсі Девілс»    | НХЛ            | 75                             | 38                             | 26                             | 11                             | —                              | 4555                           | 154                            | 11                             | 2.03                           | .917                           |                                |
| 2004–05        | «Нью-Джерсі Девілс»    | НХЛ            | сезон не відбувся через локаут | сезон не відбувся через локаут | сезон не відбувся через локаут | сезон не відбувся через локаут | сезон не відбувся через локаут | сезон не відбувся через локаут | сезон не відбувся через локаут | сезон не відбувся через локаут | сезон не відбувся через локаут | сезон не відбувся через локаут | сезон не відбувся через локаут |
| 2005–06        | «Нью-Джерсі Девілс»    | НХЛ            | 73                             | 43                             | 23                             | —                              | 7                              | 4365                           | 187                            | 5                              | 2.57                           | .911                           |                                |
| 2006–07        | «Нью-Джерсі Девілс»    | НХЛ            | 78                             | 48                             | 23                             | —                              | 7                              | 4697                           | 171                            | 12                             | 2.18                           | .922                           |                                |
| 2007–08        | «Нью-Джерсі Девілс»    | НХЛ            | 77                             | 44                             | 27                             | —                              | 6                              | 4635                           | 168                            | 4                              | 2.17                           | .920                           |                                |
| 2008–09        | «Нью-Джерсі Девілс»    | НХЛ            | 31                             | 19                             | 9                              | —                              | 3                              | 1814                           | 73                             | 5                              | 2.41                           | .916                           |                                |
| 2009–10        | «Нью-Джерсі Девілс»    | НХЛ            | 77                             | 45                             | 25                             | —                              | 6                              | 4499                           | 168                            | 9                              | 2.24                           | .916                           |                                |
| 2010–11        | «Нью-Джерсі Девілс»    | НХЛ            | 56                             | 23                             | 26                             | —                              | 3                              | 3116                           | 172                            | 6                              | 2.45                           | .903                           |                                |
| 2011–12        | «Нью-Джерсі Девілс»    | НХЛ            | 59                             | 31                             | 21                             | —                              | 4                              | 3392                           | 136                            | 4                              | 2.41                           | .908                           |                                |
| 2012–13        | «Нью-Джерсі Девілс»    | НХЛ            | 29                             | 13                             | 9                              | —                              | 7                              | 1757                           | 65                             | 2                              | 2.22                           | .901                           |                                |
| 2013–14        | «Нью-Джерсі Девілс»    | НХЛ            | 39                             | 19                             | 14                             | —                              | 6                              | 2297                           | 96                             | 3                              | 2.51                           | .901                           |                                |
| 2014–15        | «Сент-Луїс Блюз»       | НХЛ            | 7                              | 3                              | 3                              | —                              | 0                              | 356                            | 17                             | 1                              | 2.87                           | .899                           |                                |
| Усього в НХЛ   | Усього в НХЛ           | Усього в НХЛ   | 1266                           | 691                            | 397                            | 105                            | 49                             | 74,438                         | 2,781                          | 125                            | 2.24                           | .912                           |                                |
| Усього в АХЛ   | Усього в АХЛ           | Усього в АХЛ   | 32                             | 14                             | 13                             | 5                              | —                              | 1952                           | 131                            | 0                              | 4.03                           | .884                           |                                |
| Усього в ГЮХЛК | Усього в ГЮХЛК         | Усього в ГЮХЛК | 142                            | 72                             | 53                             | —                              | —                              | 8125                           | 479                            | 4                              | 3.54                           | —                              |                                |

### Плей-оф
| 1989–90        | «Лазер де Сент-Іасент» | ГЮХЛК          | 12  | 5   | 7  | 678    | 46  | 0  | 4.07 | —    |
| 1990–91        | «Лазер де Сент-Іасент» | ГЮХЛК          | 4   | 0   | 4  | 232    | 16  | 0  | 4.14 | —    |
| 1991–92        | «Лазер де Сент-Іасент» | ГЮХЛК          | 5   | 2   | 3  | 317    | 14  | 0  | 2.65 | —    |
| 1991–92        | «Нью-Джерсі Девілс»    | НХЛ            | 1   | 0   | 1  | 32     | 3   | 0  | 5.62 | .800 |
| 1992–93        | «Ютіка Девілс»         | АХЛ            | 4   | 1   | 3  | 258    | 18  | 0  | 4.18 | —    |
| 1993–94        | «Нью-Джерсі Девілс»    | НХЛ            | 17  | 8   | 9  | 1171   | 38  | 1  | 1.95 | .928 |
| 1994–95        | «Нью-Джерсі Девілс»    | НХЛ            | 20  | 16  | 4  | 1222   | 34  | 3  | 1.67 | .927 |
| 1996–97        | «Нью-Джерсі Девілс»    | НХЛ            | 10  | 5   | 5  | 659    | 19  | 2  | 1.73 | .929 |
| 1997–98        | «Нью-Джерсі Девілс»    | НХЛ            | 6   | 2   | 4  | 366    | 12  | 0  | 1.97 | .927 |
| 1998–99        | «Нью-Джерсі Девілс»    | НХЛ            | 7   | 3   | 4  | 425    | 20  | 0  | 2.83 | .856 |
| 1999–00        | «Нью-Джерсі Девілс»    | НХЛ            | 23  | 16  | 7  | 1450   | 39  | 2  | 1.61 | .927 |
| 2000–01        | «Нью-Джерсі Девілс»    | НХЛ            | 25  | 15  | 10 | 1505   | 52  | 4  | 2.07 | .897 |
| 2001–02        | «Нью-Джерсі Девілс»    | НХЛ            | 6   | 2   | 4  | 381    | 9   | 1  | 1.42 | .938 |
| 2002–03        | «Нью-Джерсі Девілс»    | НХЛ            | 24  | 16  | 8  | 1491   | 41  | 7  | 1.65 | .934 |
| 2003–04        | «Нью-Джерсі Девілс»    | НХЛ            | 5   | 1   | 4  | 298    | 13  | 0  | 2.62 | .902 |
| 2005–06        | «Нью-Джерсі Девілс»    | НХЛ            | 9   | 5   | 4  | 473    | 20  | 1  | 2.25 | .923 |
| 2006–07        | «Нью-Джерсі Девілс»    | НХЛ            | 11  | 5   | 6  | 688    | 28  | 1  | 2.44 | .916 |
| 2007–08        | «Нью-Джерсі Девілс»    | НХЛ            | 5   | 1   | 4  | 300    | 16  | 0  | 3.19 | .891 |
| 2008–09        | «Нью-Джерсі Девілс»    | НХЛ            | 7   | 3   | 4  | 427    | 17  | 1  | 2.39 | .929 |
| 2009–10        | «Нью-Джерсі Девілс»    | НХЛ            | 5   | 1   | 4  | 299    | 15  | 0  | 3.01 | .881 |
| 2011–12        | «Нью-Джерсі Девілс»    | НХЛ            | 24  | 14  | 9  | 1471   | 52  | 1  | 2.12 | .917 |
| Усього в НХЛ   | Усього в НХЛ           | Усього в НХЛ   | 205 | 113 | 91 | 12,717 | 428 | 24 | 2.02 | .919 |
| Усього в НХЛ   | Усього в НХЛ           | Усього в НХЛ   | 205 | 113 | 91 | 12,717 | 428 | 24 | 2.02 | .919 |
| Усього в АХЛ   | Усього в АХЛ           | Усього в АХЛ   | 4   | 1   | 3  | 258    | 18  | 0  | 4.18 | —    |
| Усього в ГЮХЛК | Усього в ГЮХЛК         | Усього в ГЮХЛК | 21  | 7   | 14 | 1227   | 76  | 0  | 3.71 | —    |

### Збірна
| Рік                | Команда            | Турнір             | І  | В  | П | Н | Хв   | ПГ | ІБГ | ПГГ  |
| ------------------ | ------------------ | ------------------ | -- | -- | - | - | ---- | -- | --- | ---- |
| 1996               | Канада             | ЧС                 | 3  | 0  | 1 | 1 | 140  | 8  | 0   | 3.43 |
| 1996               | Канада             | КС                 | 2  | 0  | 1 | 0 | 60   | 4  | 0   | 4.00 |
| 1998               | Канада             | ОІ                 | 0  | 0  | 0 | 0 | 0    | 0  | 0   | —    |
| 2002               | Канада             | ОІ                 | 5  | 4  | 0 | 1 | 300  | 9  | 0   | 1.80 |
| 2004               | Канада             | КС                 | 5  | 5  | 0 | 0 | 300  | 5  | 1   | 1.00 |
| 2005               | Канада             | ЧС                 | 7  | 5  | 2 | 0 | 419  | 20 | 0   | 2.87 |
| 2006               | Канада             | ОІ                 | 4  | 2  | 2 | 0 | 238  | 8  | 0   | 2.01 |
| 2010               | Канада             | ОІ                 | 2  | 1  | 1 | 0 | 124  | 6  | 0   | 2.90 |
| Національна збірна | Національна збірна | Національна збірна | 29 | 17 | 7 | 2 | 1601 | 60 | 1   | 2.25 |